# KrAZ T17.0EX
Le KrAZ T17.0EX est un camion tactique présenté en 2010 et fabriqué par la société ukrainienne KrAZ.

## Caractéristiques
Il apparait en 2010. Il  possède un moteur turbo-Diesel 8 cylindres de 400 chevaux et une transmission manuelle à 8 rapports.
Il existe en configuration 6 × 6 avec un PTRA de 70 tonnes.